# 冷战 (1979年—1985年)

1980年的冷戰格局圖
北大西洋公约组织及西方盟国
华沙条约组织和其他苏联盟友
与苏联决裂的社会主义国家（中国、阿尔巴尼亚）
不结盟国家
××× 冲突地带

1979年至1985年的冷战是冷战的后期阶段，其特点是苏联和西方之间的敌意急剧增加。它起源于1979年12月对苏联入侵阿富汗的强烈谴责，随着1979年英国的玛格丽特·撒切尔首相和1980年美国总统罗纳德·里根的当选，西方对苏联外交政策的相应变化表现为放弃缓和，转而支持里根主义的推回政策，其明确目标是消除苏联及东方集团在其势力范围的影响。在此期间，核战争的威胁达到了自1962年古巴导弹危机以来前所未有的高度。
苏联在阿富汗的四月革命后入侵该国，最终导致约100万平民死亡。而直至1989年，圣战士成功地迫使苏联军队撤出。作为回应，美国总统吉米·卡特宣布以美国为首的国家抵制1980年夏季奥运会。1984年，苏联以抵制1984年夏季奥运会作为回应。当美国宣布将在西德部署潘兴Ⅱ型导弹时，紧张局势加剧，随后里根宣布美国战略防御计划，1983年里根将苏联称为“邪恶帝国”，紧张局势进一步加剧。
1983年4月，美国海军进行了名为“FleetEx83-1”的演习，这是迄今为止在北太平洋举行的规模最大的舰队演习。大约有40艘舰船，23000名船员和300架飞机，可以说是有史以来组建的最强大的海军舰队。美国飞机和舰艇试图刺激苏联作出反应，使美国海军情报部门能够研究苏联的雷达特征、飞机能力和战术机动能力。4月4日，至少有6架美国海军飞机飞越千岛群岛之一的小千岛群岛，小千岛群岛是千岛群岛中最大的一个。苏联人因此义愤填膺，下令对阿留申群岛进行报复性飞越。苏联还发布了一份正式的外交抗议照会，指责美国一再侵入苏联领空。第二年9月，民用客机大韓航空007號班機在海馬島附近被蘇聯攔截機击落。
1983年11月，北约举行了一次名为“神箭手83”的军事演习。北约部队核攻击的真实模拟在苏联引起了相当大的恐慌，许多历史学家认为这是自1962年古巴导弹危机以来世界上最接近核战争的一次。
这段冷战时期包括美国总统罗纳德·里根的第一个任期（1981-1985年）,而苏联领导人勃列日涅夫于1982年去世，之后由尤里·安德罗波夫（1982-1984年）和康斯坦丁·契尔年科（1984-1985年）组成的短暂的苏联领导过渡期。冷战的这一阶段在1985年随着具有改革思想的苏联领导人米哈伊尔·戈尔巴乔夫的崛起而结束。戈尔巴乔夫承诺缓和东西方之间的紧张关系，并在苏联社会进行重大改革。

## 前奏：缓和的十年
20世纪70年代，美国和苏联均奉行缓和政策，双方都试图改善其地缘政治状况，同时尽量减少超级大国之间直接战争的风险。这两个集团的国家之间建立了广泛的贸易关系，使得苏联大约70%的粮食来自美国。1975年，扩大北约和东方集团国家之间政治联系的努力以签署赫尔辛基协定而告终。此外，双方还签署了一些主要的军备控制协定，如限制战略武器谈判。
此外，美国还努力达成和平条约，以结束其参与越南战争的行为。为此，尼克松试图使中国支持其和平进程，并开始对这个共产主义国家进行历史性访问。尽管这种与中国的接触最终无法避免共产主义势力在越南战争中获胜，但它仍然被视为20世纪最重要的地缘政治行为之一，从根本上改变了美国和苏联之间的冷战格局。
尽管双方的公众普遍支持这种缓和努力（例如68%的美国人认为尼克松的中国之行将促进世界和平），但仍有人批评这种努力。在美国，巴里·戈德华特等保守派谴责缓和，并说，“我们的目标必须是摧毁作为拥有权力手段的意识形态力量敌人”，并警告说，与苏联的贸易有助于维持苏联在东欧的霸权。美国左翼成员也同样反对缓和，比如参议员亨利·杰克逊，他认为苏联需要与美国积极对抗。尽管有这些批评，缓和一直持续到20世纪70年代，得到了美国政治分歧双方成员的支持，两党都在1976年的总统选举中提名支持缓和的候选人（例如福特总统和吉米·卡特州长）。
在西欧，也有一些人反对缓和。由于西德总理威利·勃兰特的东方政策，西德政府否定了奥德河-尼斯河以东的所有主权主张，放弃二战结束时失去的德国历史领土。虽然这一举措有助于缓解苏联和波兰对德国复仇主义的担忧，但它招致了勃兰特的主要对手中右翼基督教民主联盟的批评。
在苏联本身，安德烈·萨哈罗夫（也是前苏联核计划成员）等持不同政见者警告说，如果缓和不伴随苏联的自由化，西方的安全就会受到威胁。在此期间，苏联和东欧的人权活动家再次受到克格勃等共产主义情报机构的攻击。西方对持续侵犯人权行为缺乏重大批评，导致东欧持不同政见者的不满情绪日益高涨，捷克剧作家（也是未来总统）瓦茨拉夫·哈维尔将缓和称为“天真、愚蠢”

西德总理威利·勃兰特（左）与美国总统理查德·尼克松（右）。这两位政治家是缓和和与东方集团展开贸易的拥护者。
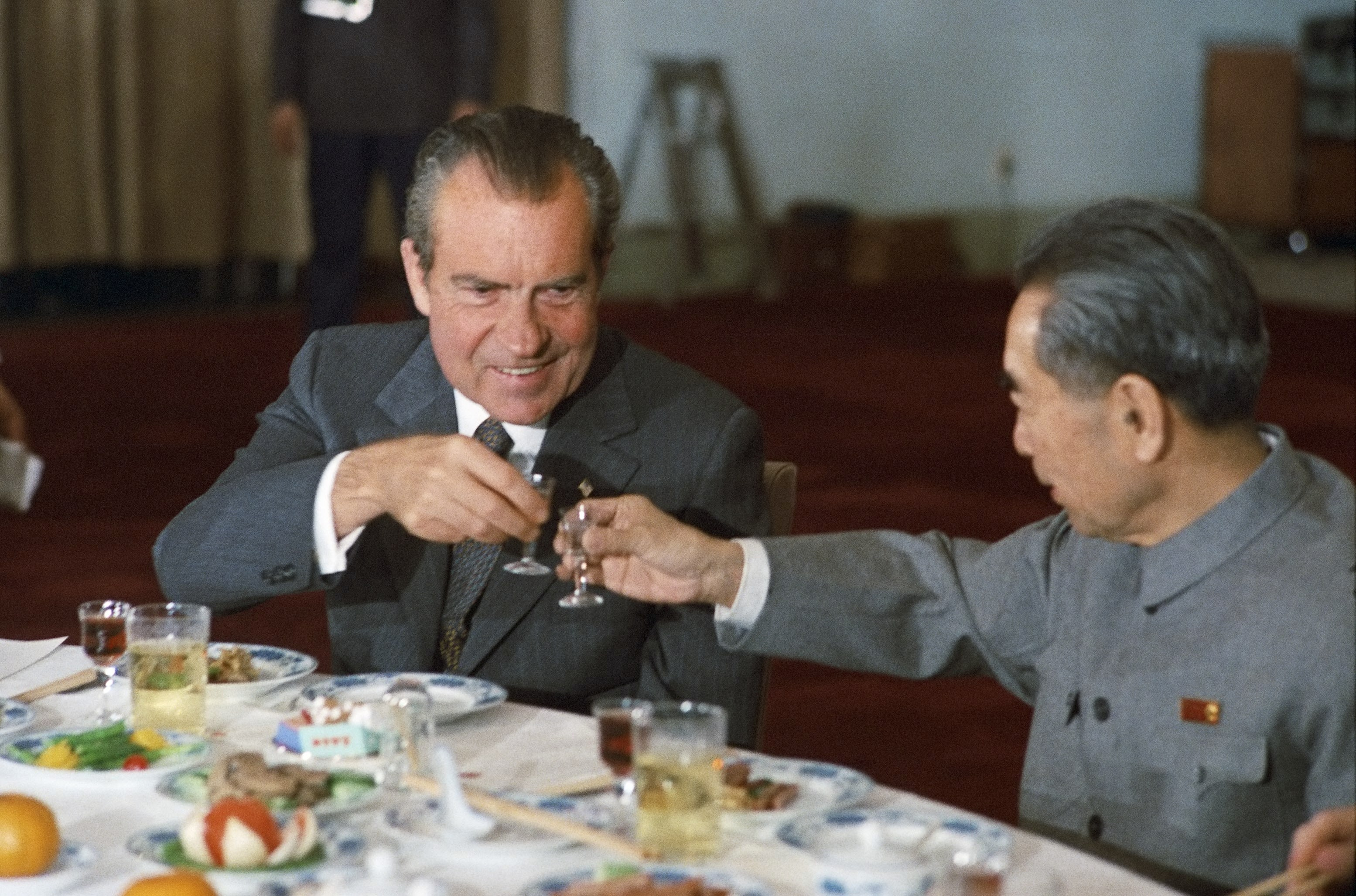
尼克松总统和中国总理周恩来在前者访问中华人民共和国期间互相敬酒。两人因相互敌视苏联而在冷战中建立了新的联盟。
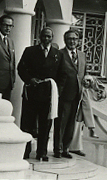
国务卿亨利·基辛格博士（右）被广泛认为在1970年代上半期在美国外交政策中发挥了推动作用，尤其是在冷战政策方面。
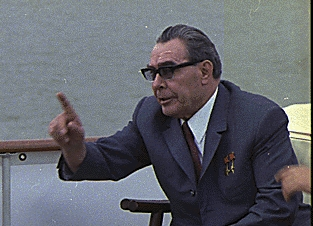
苏联共产党总书记列昂尼德·勃列日涅夫是事实上的1964年至1982年间苏联领导人，在这一时期决定共产主义世界的外交政策方面发挥了主导作用。

## 缓和的崩溃
这个相对合作的时代并非没有冲突。在整个缓和时期，双方继续储存核武器以及这些武器的运载系统。多目標重返大氣層載具（MIRV）的出现极大地提高了苏联和美国在核战争中的杀伤能力，并增加了预防性打击的可能性。第二轮的限制战略武器谈判和条约于1979年签署，旨在遏制MIRV的扩张。然而，由于当年12月苏联入侵阿富汗，该条约没有得到美国参议院的批准。
冷战期间，苏联和美国都对阿富汗感兴趣，在这个中立的山区国家争夺影响力。为此，苏联和美国都在这个不发达国家进行了大规模的基础设施项目。超级大国的援助是如此慷慨，以至于阿富汗总理穆罕默德·哈希姆·迈万瓦尔曾经说过，“他可以用俄罗斯火柴点燃他的美国香烟。”
阿富汗经历了一段政治动荡不断加剧的时期，始于1973年国王穆罕默德·查希尔·沙阿被推翻。在此期间，阿富汗的共产主义运动规模大幅增长，特别是阿富汗军队的规模。这一点在1978年的四月革命中达到了顶峰，当时由苏联支持的马克思列宁主义政党阿富汗人民民主黨的成员通过血腥政变夺取了政权。
共产党发起了一场激进的社会和政治革命，大批持不同政见者和“阶级敌人”被清除政变和随后的政治暴力引发了马克思主义国家与其非共产主义反对者之间的内战，其中包括激进伊斯兰主义者。共产党军事地位的恶化促使苏联介入冲突。人们普遍认为，苏联加入阿富汗战争结束了对缓和的支持，并引发了美国的一系列报复性反应，如上述退出第二阶段战略武器条约，以及实施粮食禁运、抵制1980年莫斯科夏季奥运会，开始向阿富汗反苏叛军出售武器。此外，它在世界舞台上上孤立了苏联，特别是在中东。
罗纳德·里根的当选被广泛认为是美苏关系的转折点。根据亨利·基辛格的说法，里根是“战后第一位在意识形态和战略上采取攻势的总统”虽然卡特在苏联干预阿富汗后开始了军事集结，但在里根政府的领导下，美国将积极集结常规武器和核武器储备，标志着以竞争代替合作的新时期。

## 推回政策
1984年，记者尼古拉斯·莱曼采访了里根的国防部长卡斯帕·温伯格，总结了里根政府击退苏联的战略：
|  | 他们的社会经济薄弱，缺乏进入信息时代的财富、教育和技术。他们把一切都投入到军事生产中，结果他们的社会开始表现出可怕的压力。他们无法像我们一样维持军事生产。最终均衡将会被完全打破，然后在一个安全的世界中将只有一个超级大国——只是因为我们可以继续花钱。" |

莱曼指出，当他在1984年写这篇文章时，他认为里根生活在幻想之中。但在2016年，他说，这段话代表了“对里根实际所作所为的一种相当无争议的描述。”
里根的战略还包括苏联卷入的不断升级的冲突，特别是苏阿战争和中美洲危机。它包括劝说西欧各国政府接受在其领土部署瞄准苏联的美国导弹。此外，它还包括建立天基反弹道导弹防御系统的尝试，称之为战略防御计划（尽管许多评论家称之为“星球大战”）
这些战略一直延续到1989年革命。东欧卫星国的人民反抗独裁，成为议会民主国家。俄罗斯人民在1991年结束了他们的共产主义制度。没有莫斯科的支持，亚洲、非洲和拉丁美洲的许多受支援的共产主义运动几乎崩溃了。

## 波兰危机（1980-1981）
20世纪70年代，波兰经济经历了一段生产率下降的时期，1979年波兰经历了二战后的第一次衰退。1980年，格但斯克造船厂的罢工工人宣布成立团结工会，这是一个非共产主义工会。1980年8月31日，波兰政府同意了工会的许多要求，包括其合法化，使团结工会（当时有1000万成员）成为华约中第一个不受共产党政府控制的工会。
在接下来的一年中，波兰经历了日益严重的政治混乱，因为团结工会的示威在全国蔓延，威胁着这个共产主义国家的生存。1981年12月13日，波兰军方领导人沃伊切赫·雅鲁泽尔斯基将军宣布波兰全国进入戒严状态，命令逮捕团结组织和其他反对派组织的成员。
在波兰政府宣布戒严之前的这段时间里，铁幕两边都有关于苏联军事干预的猜测，类似于前苏联对东欧的干预（即匈牙利革命、布拉格之春）然而，由于担心西方对苏联的经济制裁，苏联最终决定不直接干预波兰。
波兰此后一直处于戒严状态，直到1984年，波兰政府开始逐步从监狱释放波兰反对派成员。随着波兰的民主化和执政党共产党在波兰二战后第一次自由选举中的失败，团结工会与雅鲁泽尔斯基政府之间的冲突最终将在1989年结束。

## 核建设（1981-1983）

### 向欧洲部署中程核力量
20世纪70年代，苏联研制了一种能够携带核武器的新型中程弹道导弹。到1979年底，它已经向苏联西部和华约盟国部署了130枚SS-20导弹，能够发射390多枚弹头。此举为依赖战术核优势抵消苏联常规优势的北约联盟敲响了警钟。
为了加强北约的核威慑，成员国承诺向西欧部署数百枚导弹，主要是潘兴Ⅱ型导弹。

### 技术发展
在20世纪70年代和80年代之前的冷战期间，美国空军的主要重型战略轰炸机是B-52同溫層堡壘轟炸機。然而，更先进的空中预警机技术的发展使得B-52更容易受到地面和敌机的攻击。美国空军认为需要一种能够飞得更快、机动性更强、仍能向目标发射大量有效载荷的轰炸机。这导致了B-1槍騎兵戰略轟炸機在20世纪70年代早期到中期的发展。B-1A计划于1977年被取消，但后来由里根总统于1981年以其新的和当前的命名B-1B重新启动。B-1B能够以1.2马赫或以上的速度飞行，并能提供75000磅的有效载荷。槍騎兵是一种具有核能力的轰炸机，直到1994年，轰炸机的核任务被取消，并被转换为常规武器。
在此期间生产的另一种武器是潘兴Ⅱ中程弹道导弹（MRBM）。1983年，潘兴Ⅱ首次部署在欧洲。它的射程约为1000英里，携带一枚W-85可变当量核弹头，当量在5至80千吨之间。尽管这种弹头的当量比W-50弹头（高达150千吨）小，但潘兴II型导弹精度的提高意味着不需要大当量弹头。相反，该导弹能够使用其雷达和惯性制导装置打击非常接近其目标的目标。

### 核误报和紧急呼叫
|                                  | 也许，在战后的几十年中，世界局势从未像1980年代上半期那样具有爆炸性，因此更加困难和不利。 |
| ——米哈伊尔·戈尔巴乔夫，1986年2月 |                                                                                          |

1983年北大西洋公约组织进行了一次名为“优秀射手”的演习，这是冷战期间最危险的一次演习。神箭手83是1983年11月进行的一次逼真的军事模拟演习。作为演习的一部分，北约部队模拟了一次全面的核攻击，这可能会引起苏联的意外反应。苏联的许多军事官员在收到有关北约在欧洲动员部队的信息后，认为美国利用这次演习来掩饰战略核打击。这导致苏联做出了不同寻常的反应。这一反应涉及到东德和波兰的苏联军事部队处于戒备状态，以及异常数量的侦察飞行。

### 反核与和平运动
在整个1970年代和1980年代，公众越来越关注战争和核武器的持续和日益增长的威胁，到那时，国际和平与反核运动在许多抗议中急剧增长，旨在传播意识、推动裁军和改变政治议程的事件和活动。这些运动在欧洲、美国、加拿大和日本最为活跃，1982年6月12日达到高潮，当时有100万人在纽约游行，要求结束冷战军备竞赛和核武器。这是美国历史上规模最大的抗议者集会。

## 第三世界冲突

### 中东
中东在这个时代发生了几次冲突。两伊战争使伊朗新伊斯兰革命政府与萨达姆·侯赛因领导的伊拉克复兴党国家对峙。尽管与由苏联和西方共同武装的伊拉克作战，伊朗与入侵者的战斗却停滞不前。战争一直处于僵局，直到1988年，双方达成了战前停火协议。这场战争夺去了超过一百万人的生命。
这个时代还见证了黎巴嫩内战（1975-1990）的延续，美国支持的以色列人和苏联支持的叙利亚人与他们反过来支持的各种黎巴嫩政治派别并肩作战。

### 非洲
在非洲，无论是苏联还是美国，都没有直接卷入非洲大陆上肆虐的无数冲突。然而，几次非洲内战变成了涉及外国势力的代理人战争，南非和古巴士兵在安哥拉内战中相互交战。非洲的其他冲突包括埃塞俄比亚内战、莫桑比克内战、第二次苏丹内战和索马里叛乱。再加上总共发生了20次成功的政变，这意味着非洲在整个1980年代一直是不稳定的根源。
随着整个大陆上发生的各种军事对抗，当时仍处于种族隔离政府控制之下的南非，由于其国内对土著黑人人口的镇压和强硬的外交政策而面临越来越多的孤立。东方集团国家继续赞助非国大和其他反种族隔离运动，提供致命和非致命的援助。随着公民抗命和针对白人少数民族政府的激进暴力愈演愈烈，南非的不稳定局势也日益加剧。在美国等西方国家，越来越多的运动呼吁中止与南非的经济关系，通常被称为“撤资运动”。虽然该运动未能立即终止西方与南非的贸易，但到本十年末，美国国会通过（超越里根总统的否决）《全面反种族隔离法》，该法案与其他国家一起采取类似措施，将对南非经济造成重大打击。

### 南亚和中亚
1980年代初期，阿富汗继续抵抗苏联的入侵。美国、英国和其他反苏国家，如沙特阿拉伯、伊朗和巴基斯坦，向常被称为圣战者组织的阿富汗叛军提供物质援助。美国每年向阿富汗叛军提供大约7.5亿美元，主要是通过中央情报局。对阿富汗叛军的这种支持，最终将包括销售防空“毒刺”导弹，被广泛认为有助于否认苏联和阿富汗民主共和国支持在阿富汗取得胜利。

### 东南亚

#### 黄雨
在1970年代中期和1980年代初期，阿富汗、老挝和柬埔寨出现了生物战的证据。许多袭击中常见的物质是T-2真菌毒素，这是一种单端孢霉烯真菌毒素，因其在前面提到的三个国家的“黄雨”袭击中的作用而臭名昭著。之所以称为黄雨，是因为这种物质通常与橙黄色有关，许多目睹袭击事件的人将这种物质描述为掉在地上时听起来像雨。化学剂通过许多不同的方式输送，包括：飞机火箭和炸弹、喷雾罐、迫击炮弹、手榴弹和陷阱。
据信，这些化学品要么由苏联人提供，要么由苏联人运送，至少在400多起袭击中使用过，并在这些袭击中造成了至少一万多人死亡的一小部分。这种化学制剂有许多严重的症状，包括但不限于：呕吐、神经系统损伤、皮肤和眼睛刺激、视力受损或丧失以及腹泻。

#### 柬越战争
在苏联支持的越南军队和中国支持的柬埔寨军队几年的武装摩擦之后，越南于1978年圣诞节对柬埔寨发动了全面入侵。越南人的力量，在1977-78年期间达到顶峰。

#### 马来西亚共产主义叛乱
自馬來亞緊急狀態二十年后，马来亚共产党于1968年6月17日对马来西亚政府发起了第二次叛乱运动，在高烏-文冬附近发动了一次袭击，造成17名安全部队成员丧生。然而，当1970年马来亚共产党内部开始出现问题时，事情变得更糟。人们相信政府间谍已经渗透到马来亚共产党并开始分裂该组织。许多马共成员开始相互指责对方与政府合作，如果被发现是政府特工，通常会被处死。到1974年底，政府特工的行动已被证明是成功的。马共在1970年从分裂成三个派系，到1987年最后剩下的团体投降，标志着马共叛乱的结束。马共的停止战斗导致北加里曼丹共产党与马来西亚政府于1990年签署类似的和平协议，结束了共产主义势力对直辖殖民地政府和马来西亚政府在砂拉越长达28年的敌对状态。

### 拉丁美洲

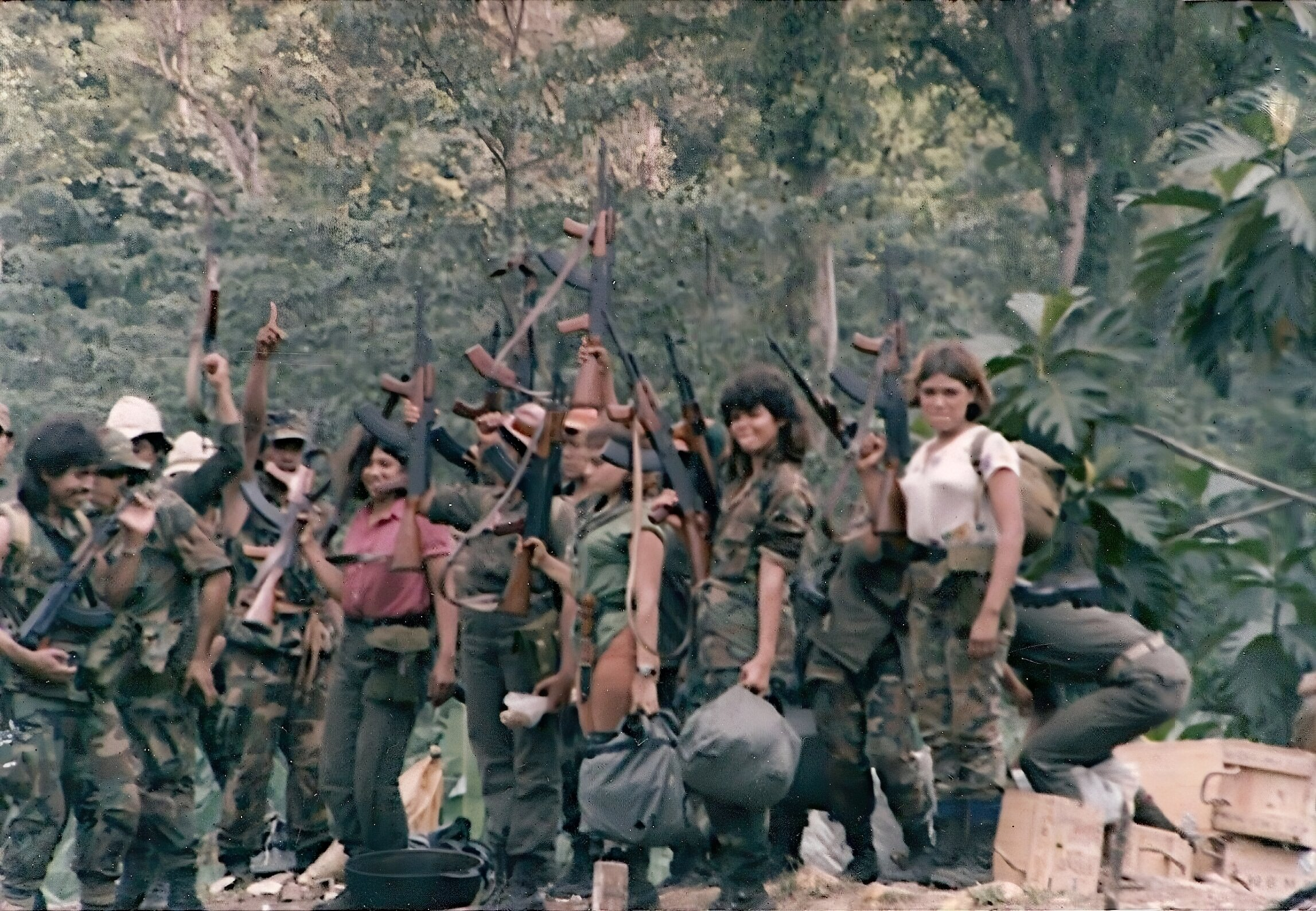
反对派发动了一场有效的叛乱，威胁到桑地诺政府对农村的控制。

1979年见证了尼加拉瓜执政的索摩查家族被推翻，随后由丹尼尔·奥尔特加领导的左翼桑地諾民族解放陣線取而代之。即将上任的里根政府致力于解散尼加拉瓜政府和武装反共革命力量，通常被称为“康特拉”。1983年底，美国国会将里根政府的资金限制在2400万美元压缩其对康特拉的援助。里根政府成员试图非法规避这些限制导致了伊朗门事件。
由于担心尼加拉瓜是中美洲第一个倒下的“多米诺骨牌”，美国增加了对洪都拉斯、危地马拉和萨尔瓦多的友好政府的军售，这些政府都在处理自己的左翼叛乱。美国的援助在1985年达到12亿美元的峰值，然后在1996年下降到仅1.67亿美元（后者几乎全部是非军事援助。）
1983年，美国入侵格林纳达，推翻了古巴支持的人民革命政府。
哥伦比亚目睹了与美国支持的胡利奥·塞萨尔·图尔瓦伊·阿亚拉政府持续数十年的内战，该政府与各种马克思主义叛乱分子和毒品走私者作战。占主导地位的反叛组织哥伦比亚革命武装力量得到了古巴政府的财政和物质支持。
这些冲突都不会在这十年的终点得到解决，持续到1990年代初，或者在哥伦比亚革命武装力量叛乱的情况下，直到2017年。

## 1983年：危机之年

### 瑞恩行动

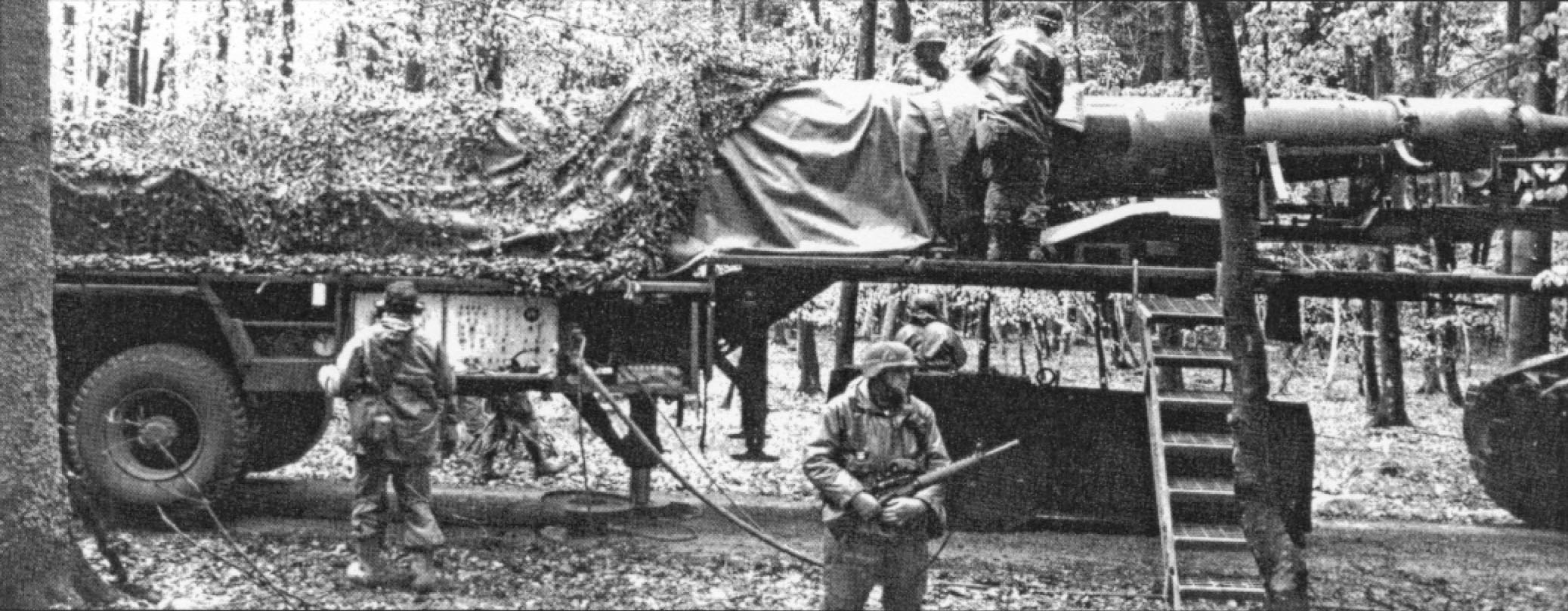
潘兴Ⅱ中程弹道导弹在德国的竖立发射器上。

1981年，克格勃主席尤里·安德罗波夫和总书记列昂尼德·勃列日涅夫发起了苏联有史以来规模最大的情报收集活动——瑞恩行动（俄語：Ракетно ядерное нападение，羅馬化：Raketno Yadernoye Napadenie，意为“核导弹袭击”）。此次演习的目的是部署特工，以收集尽可能多的关于美国或其他北约大国首先进行核打击的可能性的信息。
然而，这项为期八年的工程似乎让苏联感到更加焦虑，而不是让苏联放心。随着所有信息的流入，尚不清楚哪条情报标志着先发制人的打击的开始，这将要求苏联方面立即采取行动，甚至在美国甚至可以在空中获得武器之前。当美国推出新型中程弹道导弹潘兴Ⅱ时，克格勃知道美国人已经做好了出击的准备，如果是先发制人的打击，苏联的报复性武器库将面临高风险。1983年2月，克格勃对瑞恩行动加倍下注，重点关注任何可能表明美国计划进行攻击和成倍增加紧张局势的迹象。

### 大韩航空007号班机的击落
1983年9月1日，大韩航空007号航班从安克雷奇飞往韩国首尔，途中经过苏联堪察加半岛，但这原本不是飞行计划的一部分。苏联战斗机在苏联指挥官的命令下发射了空对空导弹并击落了客机。大韩航空007号班机坠入太平洋，机上269名乘客死亡。死者中有来自佐治亚州的美国国会议员拉里·麥唐諾。
这一事件发生的时间以及1983年美国和苏联之间的多场其他冲突造成了高度紧张的政治气氛，这可能会迅速升级为任何一方的灾难性行动作为回应。

### 神箭手83演习
正如苏联通过瑞恩行动加强对核活动的审查一样，美国和北约开始了他们迄今为止最先进、最深入和最现实的战争模拟，称为神箭手。1983年11月推出，使这个特殊的战争游戏如此不同，最终如此重要的是，它包含了一个模拟核选项的最终游戏场景，如果战争达到这样的水平。
苏联情报部门能够收集到这个新方面已被包括在内，但他们无法判断这是否是游戏的一部分，或者是否存在释放实际核武器的潜在威胁。北约执行的模拟类型升级，再加上西德出现潘兴Ⅱ型导弹，使苏联处于紧张状态。除了据报道东德和华约部队的通信有所增加之外，还有异常多的监视飞行，并且大量武装和准备就绪的米格-23战斗机驻扎在边境附近。来自苏联消息来源的报道还声称，某些部队处于高度戒备状态，多枚SS-20和SS-19移动战略核导弹被移动并等待。
许多学者将此事件列为自古巴导弹危机以来世界最接近核战争的事件，而另一些学者则认为苏联的行为与北约军事演习期间的标准操作程序相去甚远，可能是出于谨慎考虑而犯了错误。新型潘兴Ⅱ导弹的出现。大多数人都认为，这一事件以及如此多的其他事件在如此短的时间内累积的影响使1983年成为冷战中最激烈、几乎是灾难性的年份之一。

## 苏联领导人的更替

### 勃列日涅夫之死 (1982)
列昂尼德·勃列日涅夫从1964年到1982年去世，担任了18年的苏联领导人。勃列日涅夫的健康状况开始恶化，原因是他在领导苏联时期即将结束时大量吸烟和沉迷于安眠药。当勃列日涅夫的健康状况恶化时，苏联开始出现问题，其原因在于他疏于管理国家。
勃列日涅夫试图帮助缓解苏联和美国之间的核紧张局势。1979年，勃列日涅夫与美国总统吉米·卡特签署了第二轮限制战略武器协议。该协议是一项新的双边战略军备限制条约。然而，1979年12月27日，苏联入侵阿富汗，因此美国参议院从未批准该条约。哈菲佐拉·阿明在苏联入侵阿富汗中发挥了重要作用。阿明与苏联的关系不错，但最终变得紧张，这也是苏联入侵阿富汗的原因之一。
勃列日涅夫的政策帮助苏联经济增长，并在1970年代与美国展开军备竞赛。然而局势在1980年代开始变化。因为勃列日涅夫健康状况日趋恶化，使得他无法领导苏联，并伤害了该国的经济、军事、生活水平和政治。由于他的健康问题，勃列日涅夫不得不开始更多地依赖他的顾问。在这之后勃列日涅夫的顾问渐渐执掌实权，而勃列日涅夫也渐渐不再直接下令。然而，政治腐败因此蔓延到整个苏联领导层。勃列日涅夫最终因苏联公民在1970年代末和1980年代初的生活质量水平下降而受到批评。

### 安德罗波夫时代（1982-1984）
尤里·安德罗波夫接替勃列日涅夫成为苏联领导人。然而，由于他身体虚弱，他的领导生涯很短暂。他只当了15个月的苏联领导人。1982年11月至1984年2月，安德罗波夫于1983年2月迅速病倒，身体状况每况愈下，开始频繁住院。1983年11月7日，他成为第一位错过红场每年一度的十月革命阅兵式的苏联领导人。安德罗波夫在1984年2月9日去世前在医院度过了他的最后几天。
安德罗波夫想清理苏联的腐败并尝试进行系统改革。由于腐败，他解雇了许多党的部长和秘书。安德罗波夫还建立了苏联理性的国家-社会关系，旨在化解来自精英和群众的反抗。然而这位国家主义者的计划没有奏效，因为安德罗波夫去世了，而且仅靠这个计划是没有力量成功的。
在他生命的尽头，安德罗波夫开始认为苏联对阿富汗的干预可能是一个错误的决定。他认为这不符合苏联的最佳利益，他向联合国秘书哈维尔·佩雷斯·德奎利亚尔阐述了四个主要原因，表明入侵并不必要。安德罗波夫甚至在1981年底和1982年初访问了阿富汗，但他仍然没有找出军事解决方案。安德罗波夫的回应是对阿富汗的领导层施加压力，希冀苏联可以毫无问题地撤退。安德罗波夫的死意味着他对阿富汗的愿景永远不会实现。
安德罗波夫想修复苏联经济，因为它在勃列日涅夫的领导权即将结束时苦苦挣扎。戈斯·贝巴科夫设计了1983年经济和社会发展年度计划，V·F·加布佐夫主持了1983年预算中1982年的经济表现。在听完这两个计划后，安德罗波夫对如何改善苏联经济，特别是通过农业和农业工人，曾有些许想法。安德罗波夫还希望工业部和其他部委实现他们的目标计划。
苏联的经济存在国内外问题，这让苏联领导人感到担忧。安德罗波夫确实同意勃列日涅夫外交政策的某些部分，但他也想制定更好的政策。苏联领导人也在努力寻找解决多种问题的不同方法。然而安德罗波夫的死意味着他的经济愿景从未得到充分发展。

### 契尔年科的统治 (1984–1985)
尤里·安德罗波夫去世后，康斯坦丁·契尔年科被选为下一任苏联领导人。安德罗波夫本不希望契尔年科成为他的继任者，因为契尔年科有肺气肿和健康问题。相反，安德罗波夫属意的继任者首选是米哈伊尔·戈尔巴乔夫。契尔年科的统治时间比安德罗波夫的还要短，从1984年2月到1985年3月仅持续了13个月。
列昂尼德·勃列日涅夫曾帮助契尔年科在政治体系中获得更高的地位。契尔年科遵循勃列日涅夫的一些经济理想，但他对自己的经济发展计划并不开放。契尔年科希望改进苏联的农业方法、生产和分配，以帮助启动经济。
契尔年科的主要成就之一是与中国谈判并签署了一项价值12亿美元的新贸易协定。这也有助于缓和苏中关系。贸易协定允许苏联和中国之间的贸易增长50%，但它也允许苏联出口机械、汽车和木材。
契尔年科也为改善苏美关系做了一些工作。苏联结束在日内瓦的中程核力量谈判后，所有战略武器谈判都停止了，在接下来的12个月内，双方都没有与对方交谈。尽管如此，契尔年科在里根连任成功后在1985年1月7日在日内瓦重新开放谈判并遇见他。经过两天的谈判后，双方同意“根据新框架恢复正式谈判”。这是苏联和美国关系的一个新进展，因为它解决了有关核武器和太空武器的问题。这份新协议作为契尔年科帮助苏联与美国建立关系的一种方式。然而，契尔年科并没有结束在阿富汗的苏联战争，这本可以开始结束冷战的进程。
即使在苏联和美国达成协议之后，苏联仍然抵制美国在洛杉矶举办奥运会的1984年夏季奥运会。苏联称里根政府无法确保苏联运动员的安全。苏联国家奥委会也认为其参赛者的训练条件较差。
苏联抵制1984年夏季奥运会也是对美国抵制1980年苏联在莫斯科举办的夏季奥运会的直接回应。美国等国因入侵阿富汗而抵制苏联。但是，即使在美国抵制1980年夏季奥运会之后，契尔年科仍继续苏联对阿富汗的干预。契尔年科的苏联和里根的美国仍有分歧，冷战不可能在契尔年科死前结束。

## 文化与媒体
许多媒体计划了数十个兵棋推演，涵盖了从人对人到全球热核战争的各种规模的历史和假设冲突。历史冲突包括福克兰群岛战争、两伊战争、入侵格林纳达和安哥拉内战。绝大多数标题都涉及当代第三次世界大战的“假设”情景，其中冷战升温，并聚焦于假定的华约入侵西欧。著名的游戏包括最后通牒 (1979)、中国战争 (1979)、北约师长 (1980)、第五军团系列 (1980) 和机甲战争2 (1980)、特遣部队 (1981)、鱼叉(1983)、筒仓14 ( 1983)、突击系列 (1983)、海湾打击 (1983)、火力 (1984)、第三次世界大战系列 (1984)、Air Cav (1985) 和主战区(1985)。
此外，这一时期见证了一些处理冷战和冷战相关问题的电子游戏的发布。例子包括Atari著名的街机游戏导弹指挥官(1980)、有点臭名昭著的突袭莫斯科(1984)，它可以让你冲破苏联防空系统并最终摧毁莫斯科（因此得名），以及欧洲戏剧(1985) ，模拟了一场全面的常规战争，尽管是假设性的，华沙条约部队和北约部队之间为了中欧的控制权而展开的战争。其中一些游戏强烈建议不要使用核武器，反映出当时人们普遍担心核大屠杀。此外，还发布了一些处理冷战地缘政治的视频游戏，例如权力平衡(1985) 和克里姆林宫的危机 (1991)。
1983年发行的两部影片戰爭遊戲和后天讲述了美国和苏联之间潜在的全面核战争。里根总统曾对后天进行私人放映，据说深受其影响。使其他改变了对核武器的态度，支持最终废除核武器，其中至少部分是由于他观看这部电影的经验。